# 布羅約翰 (亞利桑那州)
布羅約翰（英語：Burro John）是位於美國亞利桑那州亞瓦派縣的一個非建制地區。該地的面積和人口皆未知。

## 地理
布羅約翰的座標為34°07′49″N 112°21′40″W / 34.13028°N 112.36111°W，而該地的平均海拔高度為1292米（即4239英尺）。